# Пакрани
Пакрани су насељено место у општини Сирач, у западној Славонији, Република Хрватска.

## Историја
Село Пакран је 1695. године у саставу спахилука Сирач. Тада је аустријски владар Леополд I спахилук уступио патријарху српском Арсенију III Чарнојевићу.
До територијалне реорганизације у Хрватској насеље се налазило у саставу бивше велике општине Дарувар.

## Становништво
На попису становништва 2011. године, Пакрани су имали 116 становника.
| Националност       | 1991.        | 1981.        | 1971.        | 1961.        |
| Срби               | 272 (91,89%) | 238 (74,60%) | 349 (91,36%) | 422 (89,02%) |
| Хрвати             | 3 (1,01%)    | 4 (1,25%)    | 7 (1,83%)    | 2 (0,42%)    |
| Југословени        | 1 (0,33%)    | 53 (16,61%)  | 1 (0,26%)    | 0            |
| остали и непознато | 20 (6,75%)   | 24 (7,52%)   | 25 (6,54%)   | 50 (10,54%)  |
| Укупно             | 296          | 319          | 382          | 474          |

- напомене:

У 1880. садржи део података за насеље Бијела.

## Попис 1991.
На попису становништва 1991. године, насељено место Пакрани је имало 296 становника, следећег националног састава:
| Попис 1991.‍ | Попис 1991.‍ | Попис 1991.‍ | Попис 1991.‍ | Попис 1991.‍ |
| ----------- | ----------- | ----------- | ----------- | ----------- |
|             |             |             |             |             |
| Срби        | Срби        |             | 272         | 91,89%      |
| Чеси        | Чеси        |             | 11          | 3,71%       |
| Хрвати      | Хрвати      |             | 3           | 1,01%       |
| Јевреји     | Јевреји     |             | 2           | 0,67%       |
| Југословени | Југословени |             | 1           | 0,33%       |
| непознато   | непознато   |             | 7           | 2,36%       |
| укупно: 296 |             |             |             |             |